# Lord-lieutenant du Lancashire
Ceci est une liste de personnes qui ont servi comme lord-lieutenant du Lancashire. Le lord-lieutenant est le représentant personnel de la reine dans chaque comté du Royaume-Uni. Historiquement, le lord-lieutenant était responsable de l'organisation de la milice du comté, mais il est aujourd'hui une position largement cérémonielle, généralement attribuée à un notable retraité, officier militaire, noble ou homme d'affaires dans le comté.

## Lords-lieutenant
| Lord-lieutenant                                                                   | From                              | Until             |
| --------------------------------------------------------------------------------- | --------------------------------- | ----------------- |
| Robert Radclyffe, 1er comte de Sussex                                             | 1537                              | 1542              |
| Edward Stanley, 3e comte de Derby                                                 | 1552                              | 1572              |
| Henry Stanley, 4e comte de Derby                                                  | 1572                              | 25 septembre 1593 |
| vacant                                                                            |                                   |                   |
| William Stanley, 6e comte de Derby conjointement avec James Stanley, Lord Strange | 21 décembre 1607 12 décembre 1626 | 1642 1642         |
| Interregnum 1649–1660                                                             |                                   |                   |
| Charles Stanley (8e comte de Derby)                                               | 30 juillet 1660                   | 21 décembre 1672  |
| John Egerton (2e comte de Bridgewater)                                            | 24 janvier 1673                   | 11 mai 1676       |
| William Stanley (9e comte de Derby)                                               | 11 mai 1676                       | 13 septembre 1687 |
| Caryll Molyneux (3e vicomte Molyneux)                                             | 13 septembre 1687                 | 25 octobre 1688   |
| William Stanley 9e comte de Derby                                                 | 25 octobre 1688                   | 13 mai 1689       |
| Charles Gerard (2e comte de Macclesfield)                                         | 13 mai 1689                       | 5 novembre 1701   |
| Richard Savage (4e comte Rivers)                                                  | 15 janvier 1702                   | 18 juin 1702      |
| William Stanley, 9e comte de Derby                                                | 18 juin 1702                      | 5 novembre 1702   |
| James Stanley (10e comte de Derby)                                                | 19 décembre 1702                  | 29 novembre 1710  |
| James Hamilton (4e duc de Hamilton)                                               | 29 novembre 1710                  | 15 novembre 1712  |
| vacant 1712–1714                                                                  |                                   |                   |
| James Stanley, 10e comte de Derby                                                 | 19 août 1714                      | 1er février 1736  |
| vacant 1733–1742                                                                  |                                   |                   |
| Edward Stanley (11e comte de Derby)                                               | 13 mars 1742                      | 22 juillet 1757   |
| James Stanley, Lord Strange                                                       | 22 juillet 1757                   | 1er juin 1771     |
| Edward Stanley (11e comte de Derby)                                               | 22 juillet 1771                   | 22 février 1776   |
| Edward Smith-Stanley (12e comte de Derby)                                         | 14 mars 1776                      | 21 octobre 1834   |
| Edward Smith-Stanley (13e comte de Derby)                                         | 15 novembre 1834                  | 30 juin 1851      |
| Charles Molyneux (3e comte de Sefton)                                             | 3 septembre 1851                  | 2 août 1855       |
| Francis Egerton (1er comte d'Ellesmere)                                           | 15 octobre 1855                   | 18 février 1857   |
| William Cavendish (7e duc de Devonshire)                                          | 28 mars 1857                      | 20 février 1858   |
| William Molyneux (4e comte de Sefton)                                             | 20 février 1858                   | 27 juin 1897      |
| Frederick Stanley 16e comte de Derby                                              | 30 juillet 1897                   | 14 juin 1908      |
| Ughtred Kay-Shuttleworth, 1er baron Shuttleworth                                  | 14 juillet 1908                   | 29 mars 1928      |
| Edward Stanley (17e comte de Derby)                                               | 29 mars 1928                      | 4 février 1948    |
| Arthur Peel (2e comte Peel)                                                       | 19 avril 1948                     | 22 janvier 1951   |
| Edward Stanley (18e comte de Derby)                                               | 22 janvier 1951                   | 13 septembre 1968 |
| Hervey Rhodes, baron Rhodes                                                       | 13 septembre 1968                 | 13 août 1971      |
| Ralph Assheton (1er baron Clitheroe)                                              | 13 août 1971                      | mars 1976         |
| Simon Towneley                                                                    | mars 1976                         | 13 janvier 1997   |
| Charles Kay-Shuttleworth, 5e baron Shuttleworth                                   | 13 janvier 1997                   | présent           |

## Deputy Lieutenants
- Charles Hesketh Bibby Hesketh 9 avril 1901 (later Charles Hesketh Fleetwood-Hesketh)[2]